# Democracy Now!

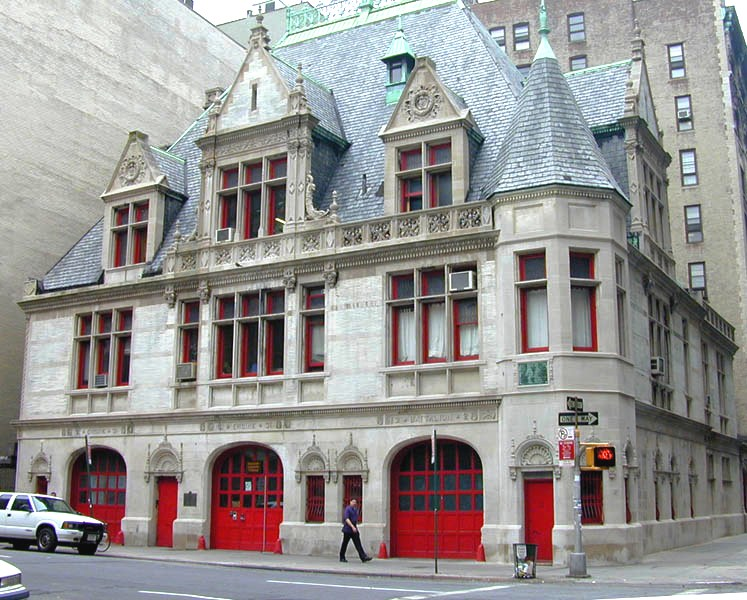
Estudis DCTV a Nova York (Chinatown).

Democracy Now! (literalment en català, "Democràcia ara!") és una noticier de redifusió web progressista i sense ànim de lucre que actua en més de 1.250 xarxes de ràdió, televisió, televisió per satèl·lit i televisió per cable a tot el món. El programa de notícies d'una hora guardonat és rebut per periodistes d'investigació Amy Goodman and Juan Gonzalez. La programació està fonamentada totalment en contribucins dels oïdors, televidents i fundacions i no accepta publicitat subscripció corporativa, o finançament governamental.
Democracy Now! es va fundar el 19 de febrer de 1996 a WBAI-FM a la ciutat de Nova York per part dels periodistes progressistes Amy Goodman, Juan Gonzalez, Larry Bensky, Salim Muwakkil i Julie Drizin. Originàriament va emetre des de cinc estacions de Pacifica Radio. Goodman és el principal hoste dels programes, amb Juan Gonzalez com freqüent co-hoste.